# Суздальский кремль
Су́здальский кремль — древнейшая часть города, ядро Суздаля, по данным археологов, существующее с X века. Расположен кремль в излучине реки Каменки, в южной части города. В 2017 году постановлением Правительства Российской Федерации утверждён объектом культурного наследия федерального значения «Ансамбль Кремля». В настоящее время находится в оперативном управлении Владимиро-Суздальского музея-заповедника.

## Исторические укрепления
На рубеже X—XI веков на месте более раннего мерянского поселения здесь был сооружён древний детинец Суздаля. Он был значительно меньше по площади, чем более поздние укрепления, находился в северо-западной части современного Суздальского кремля и был защищён невысоким валом с частоколом и тройным рвом. При подавлении восстания волхвов 1024 года Ярославом Мудрым укрепления были сожжены, но вскоре по указанию князя восстановлены и расширены. Были насыпаны новые валы, отделившие излучину Каменки от материка, в результате чего Суздальский кремль приобрёл современные границы. Ставшие ненужными валы древнего детинца были разровнены. В 1101—1102 годах при Владимире Мономахе напольный вал был дополнен валом по берегу Каменки и были обвновлены деревянные стены. Протяжённость кольца земляных валов составила 1400 м. Внутри детинца по образу и подобию Успенского собора Киево-Печерского монастыря из плинфы был возведён собор Успения Богородицы, рядом с которым разместился деревянный княжский двор. В детинце также находилась резиденция епископа и обитала княжеская дружина. В 1107 году суздальские укрепления выдержали осаду волжских булгар.

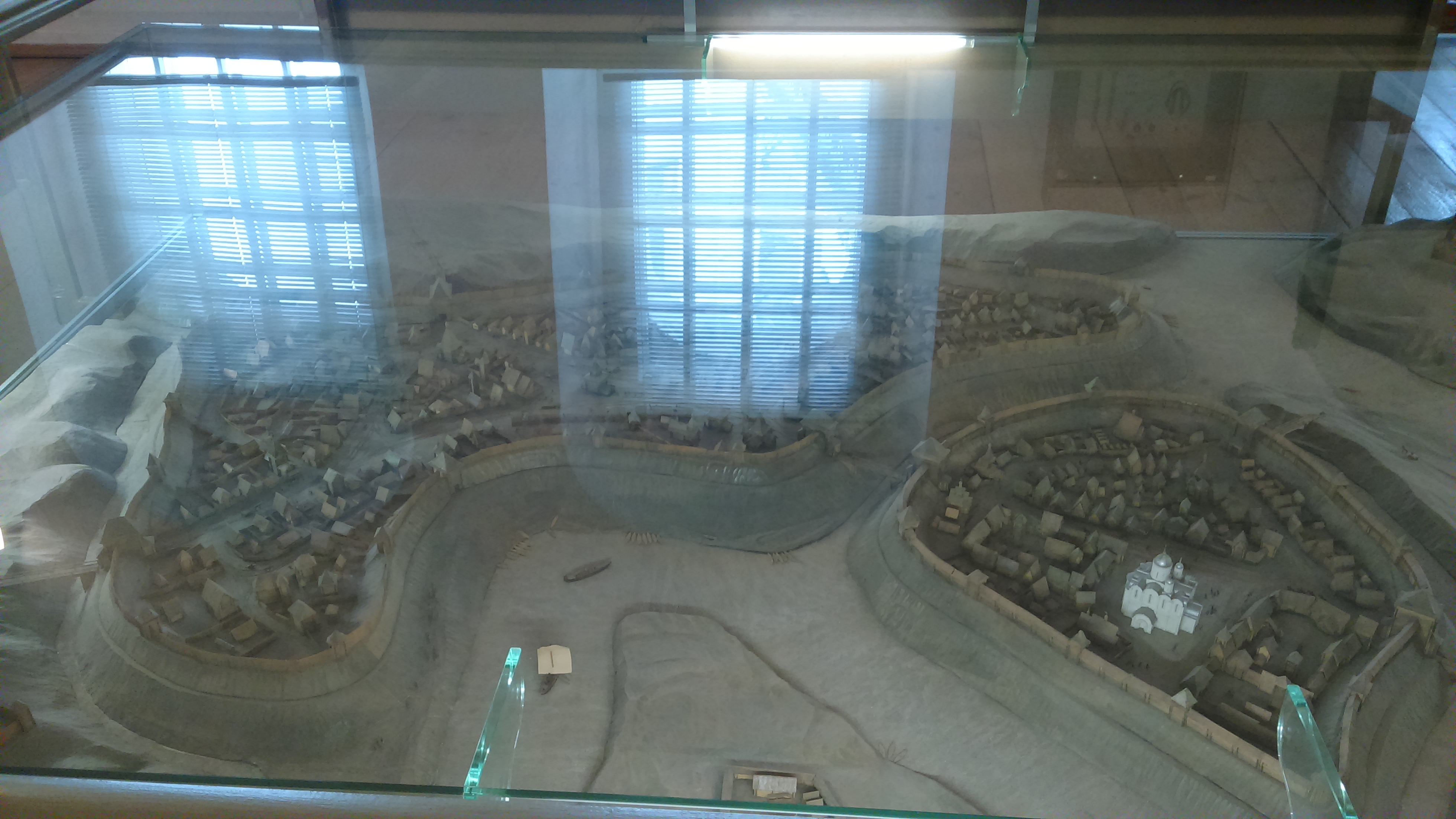
Кремль (справа) и окольный город на макете древнего Суздаля

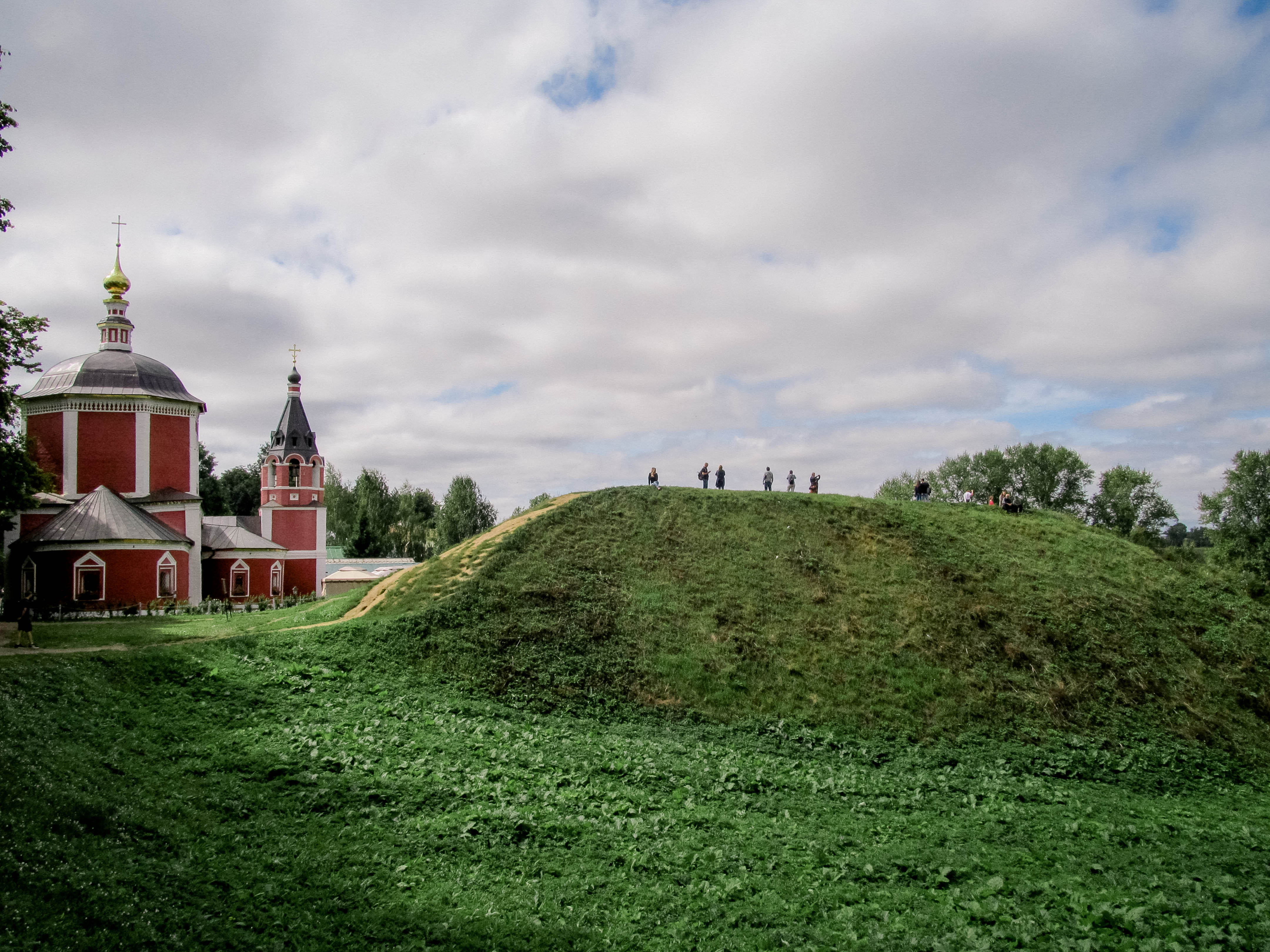
Крепостные валы в Суздале

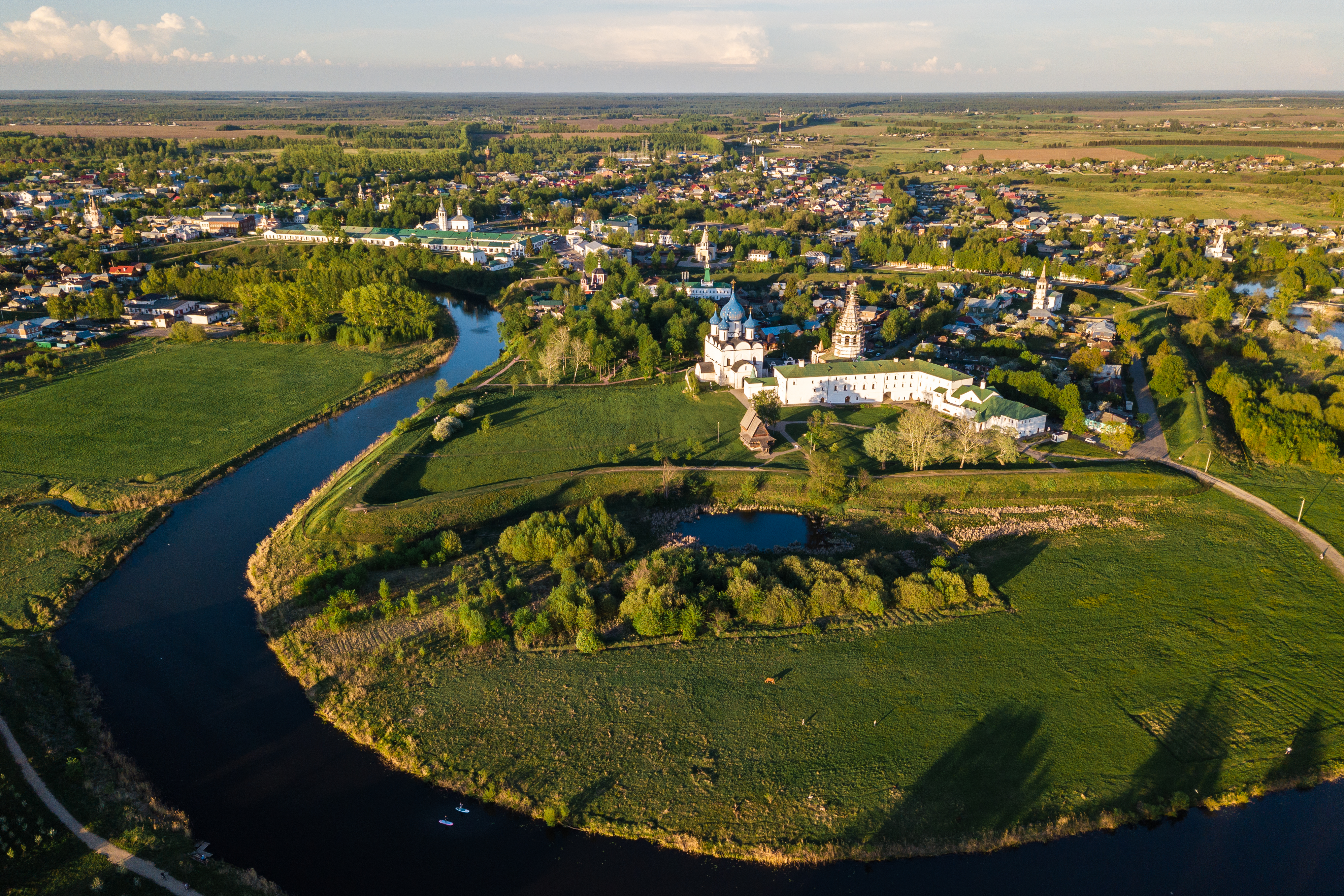
Кольцо валов и архитектурный ансамбль кремля с воздуха

В правление Юрия Долгорукого Суздаль, будучи стольным городом, разросся и получил вторую линию обороны (окольный город), защищавшую городские посады и охватывавшую территорию к востоку и северо-востоку от детинца. Укрепления состояли из рва (глубина 6—8 м, ширина 16—18 м) и вала (высота 3—5 м, ширина 10—19 м), в основе которого находились срубные конструкции. Вал венчала деревянная стена с башнями. Общая площадь укреплённой территории Суздаля достигла 3355 м, благодаря чему он стал крупнейшей крепостью Северо-Восточной Руси. В 1148 году в детинце рухнул прежний собор из плинфы и вместо него был построен новый собор из белого камня. Князь Андрей Боголюбский, недолюбливая суздальское боярство, перенёс столицу княжества и свою резиденцию во Владимир. В 1192 году по повелению Всеволода Большое Гнездо обветшавшие стены срубили заново. При князе Юрии Всеволодовиче обвалился верх Успенского собора, после чего он был разобран до уровня первого яруса, в 1222 году отстроен заново и переосвящён в Богородице-Рождественский собор.
В 1238 году Суздаль был взят и сожжён монголами, однако впоследствии имел статус центра новообразованного Суздальского княжества. В 1293 Суздаль был разорён Дюденевой ратью. После образования Нижегородско-Суздальского княжества в 1341 году князь Константин Васильевич перенёс свою резиденцию в Нижний Новгород. В 1445 году после битвы под Суздалем город был сожжён казанскими татарами. Во время пожара вновь обвалились своды Богородице-Рождественского собора, который был восстановлен лишь в 1530 году. При Иване III были досыпаны валы и обновлены деревянные стены.
В Смутное время Суздаль стал опорной базой сторонников Лжедмитрия II. В 1609 году русско-шведскому отряду из войска Михаила Скопина-Шуйского, пытавшемуся освободить город, удалось взять Земляной город, но засевший в кремле Александр Лисовский совершил вылазку и отбросил осаждавших. После ухода Лисовского Суздаль поддержал Первое ополчение Прокопия Ляпунова, но был осаждён польско-литовскими интервентами и выдержал в 1611 году полугодичную осаду. В дальнейшем город отбил нападения Лисовского в 1615 году и запорожских казаков гетмана Сагайдачного в 1618 году.
В течение XVII века Суздаль сохранял традиционные два пояса укреплений. Кремль был рубленым городом и представлял в плане неправильный четырёхугольник с округлёнными юго-восточным и юго-западным углами. С напольной стороны проходил ров глубиной 8,5 м и шириной 20—35 м. Земляной вал, которым он был обнесён, имел высоту 3,2—8,5 м и ширину в подошве 18—25 м. Особенно мощным он был с напольной «приступной» стороны. Вал венчали деревянные стены с башнями, срубленные в последний раз в 1677 году взамен обветшавших. Общая длина стен кремля составляла 1395 м. Два проезда в кремль находились в шестигранных башнях — Ильинской и Дмитровской, являвшихся самыми высокими башнями кремля (высота около 30 м). Шатёр Ильинских ворот венчало изображение двуглавого орла, а Дмитровских — всадника на коне. Остальные башни были четырёхугольными высотой до 23,5 м, в них имелись ещё два проезда (в Никольской и Лебяжьей башне). Из Тайничной башни к Каменке вёл подземный ход — тайник, служивший для водоснабжения. В центре кремля находились каменные здания Богородице-Рождественского собора и Архиерейского двора. Остальные постройки в кремле были деревянными: воеводский двор, губная изба, тюрьма, подворья крупнейших монастырей и осадные дворы местных князей и помещиков, дворян и детей боярских. Имелись две приходские церкви (Успенская и Афанасьевская), а также Никольский монастырь с двумя храмами. Управление городом осуществлялось из приказной избы, где сидели дьяки и подьячие.
В 1719 году в кремле вспыхнул пожар, уничтоживший большую часть города и обветшавшие крепостные стены и башни, которые больше уже не восстанавливались. В наше время Суздальский кремль сохранил земляные валы и рвы, несколько церквей и ансамбль архиерейского двора с древним Рождественским собором.

## Архитектурный ансамбль кремля
- Рождественский собор (1222—1225)
- Архиерейские палаты (XV—XVIII вв)
- Никольская церковь (1766)

### Собор Рождества Богородицы

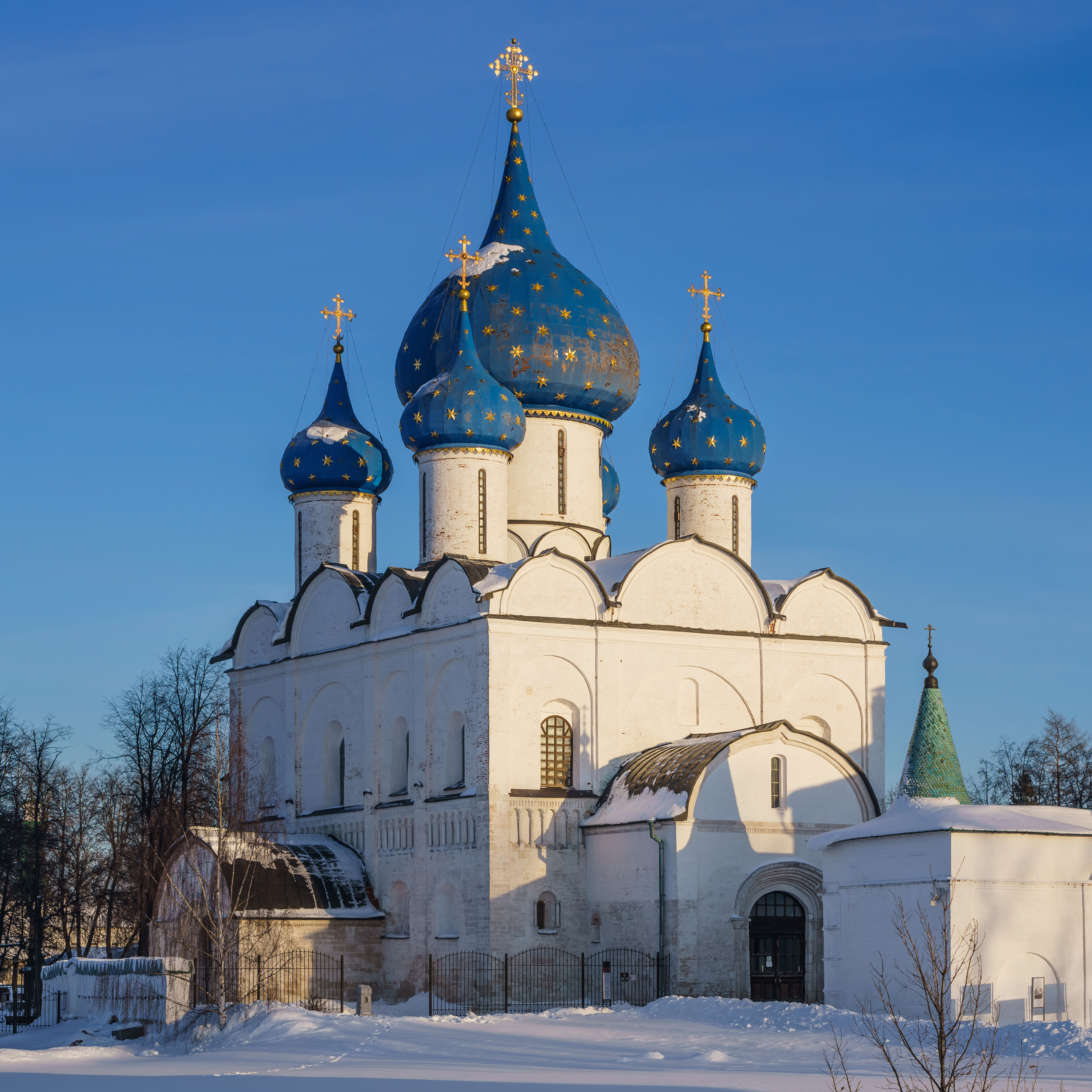
Собор Рождества Богородицы

Построен в 1222—1225 из туфообразного известняка (низкокачественного белого камня), стоит на месте плинфяного храма времён Владимира Мономаха. Нынешний собор также не дошёл до нас в первоначальном виде. От постройки XIII века сохранилась нижняя часть, ограниченная аркатурным поясом, выше которого стены выложены в XVI веке, но уже не из белого камня, а из кирпича. Древняя часть богато декорирована резьбой из гладкотесаного белого камня. Фасады украшают фигуры львов, женские маски, затейливые орнаменты.
Напротив южного фасада собора в 1635 году была построена колокольня, завершённая высоким восьмигранным шатром. В конце XVII века на ней установили куранты, в которых часы обозначаются буквами. Собор, палаты и связанная с ними переходом колокольня образуют замкнутый парадный двор.

### Архиерейские палаты

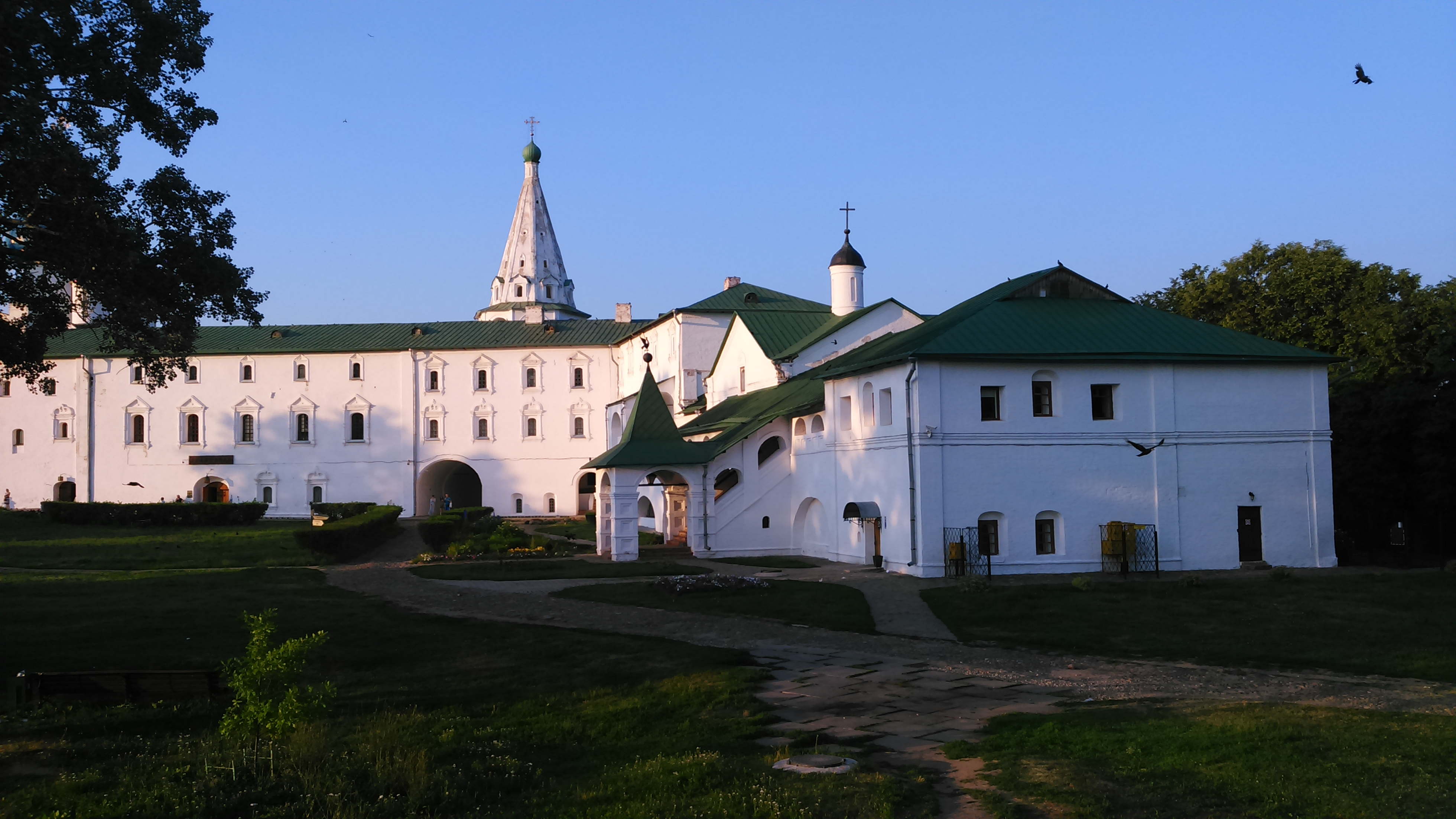
Архиерейские палаты

Комплекс архиерейских палат формировался на протяжении XV—XVIII веков как жилой дом для суздальских церковных владык. Основное здание тесно связано с собором, как в композиционном, так и в бытовом отношении. С середины XX века в палатах расположен музей. Платон (Левшин) писал об этих палатах в 1792 году:
Положение места посредственное, окружено строением, но дом старинный, не малый, и по древности представляет вид важный и епископскому пребыванию приличный; покоев в нём довольно; зала в длину 10 сажен, а в ширину 8, без столпа, каковой палаты величиною едва ли где по древности есть, но жаль, что она перегорожена недавно и тем уменьшена, и что в ней было особеннаго, чрез то отнято.
В настоящее время в Архиерейских палатах находится экспозиция, посвящённая истории Суздальского кремля и Суздальского края.

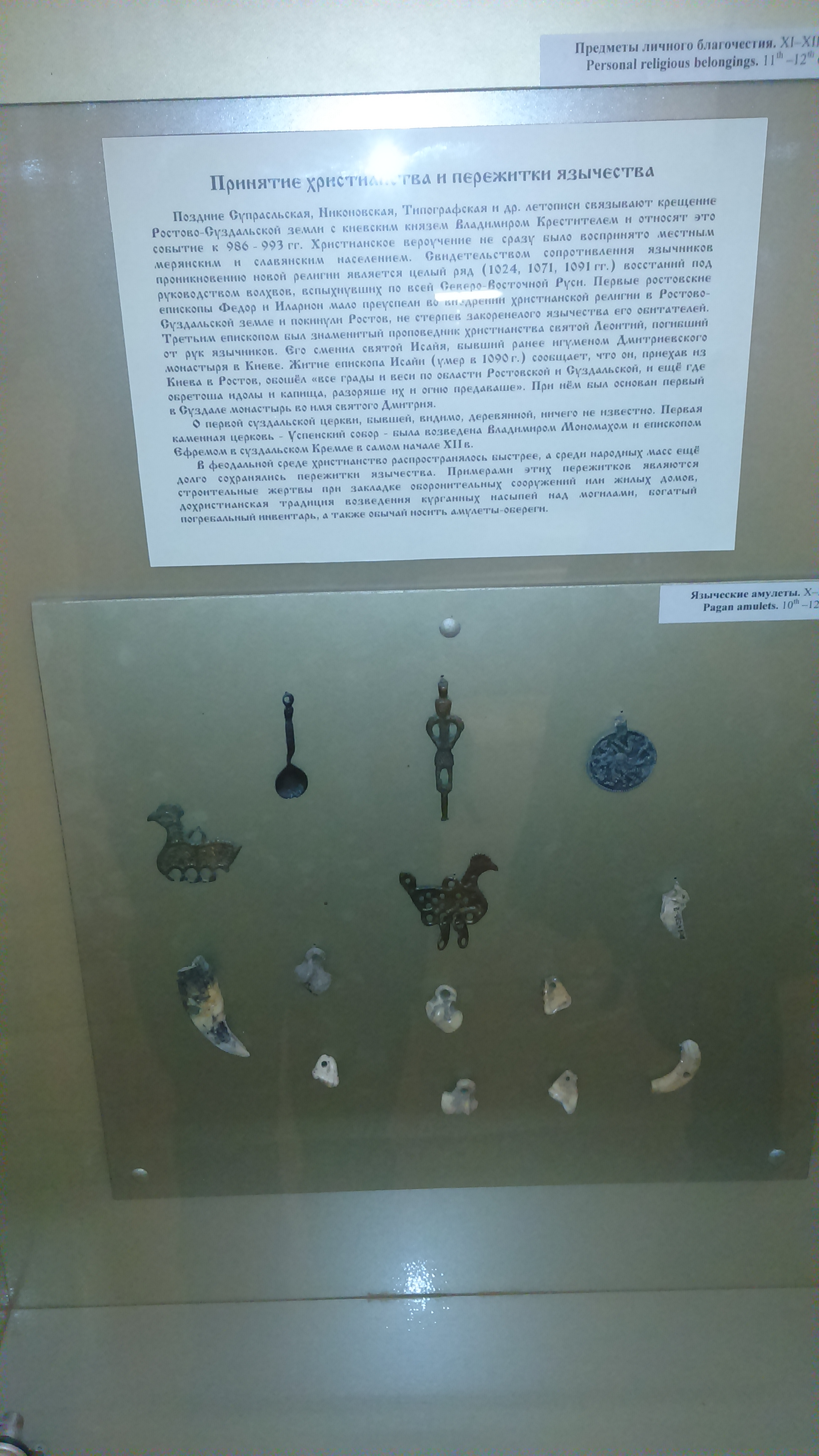
Принятие христианства и пережитки язычества
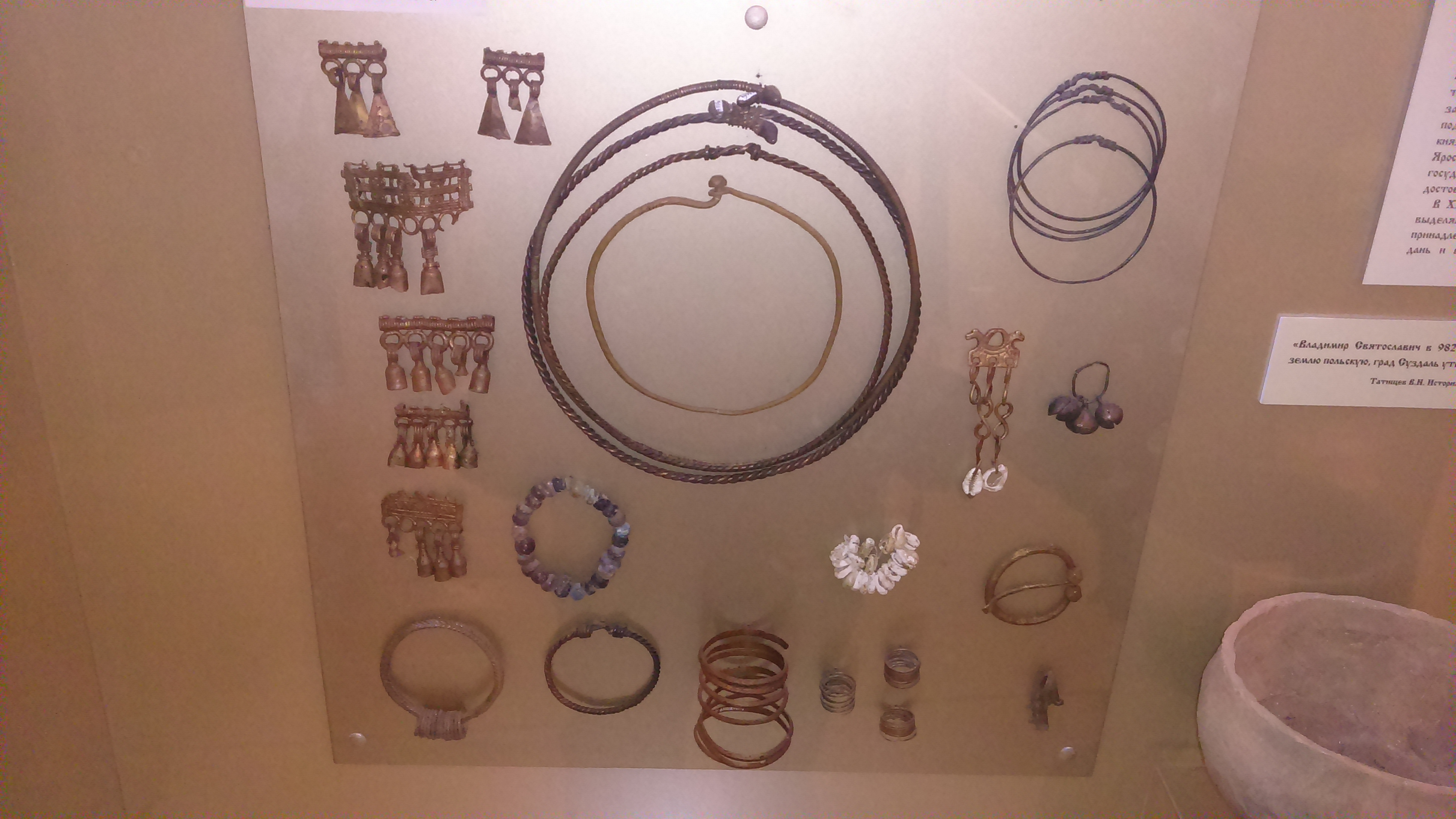
Древние женские украшения
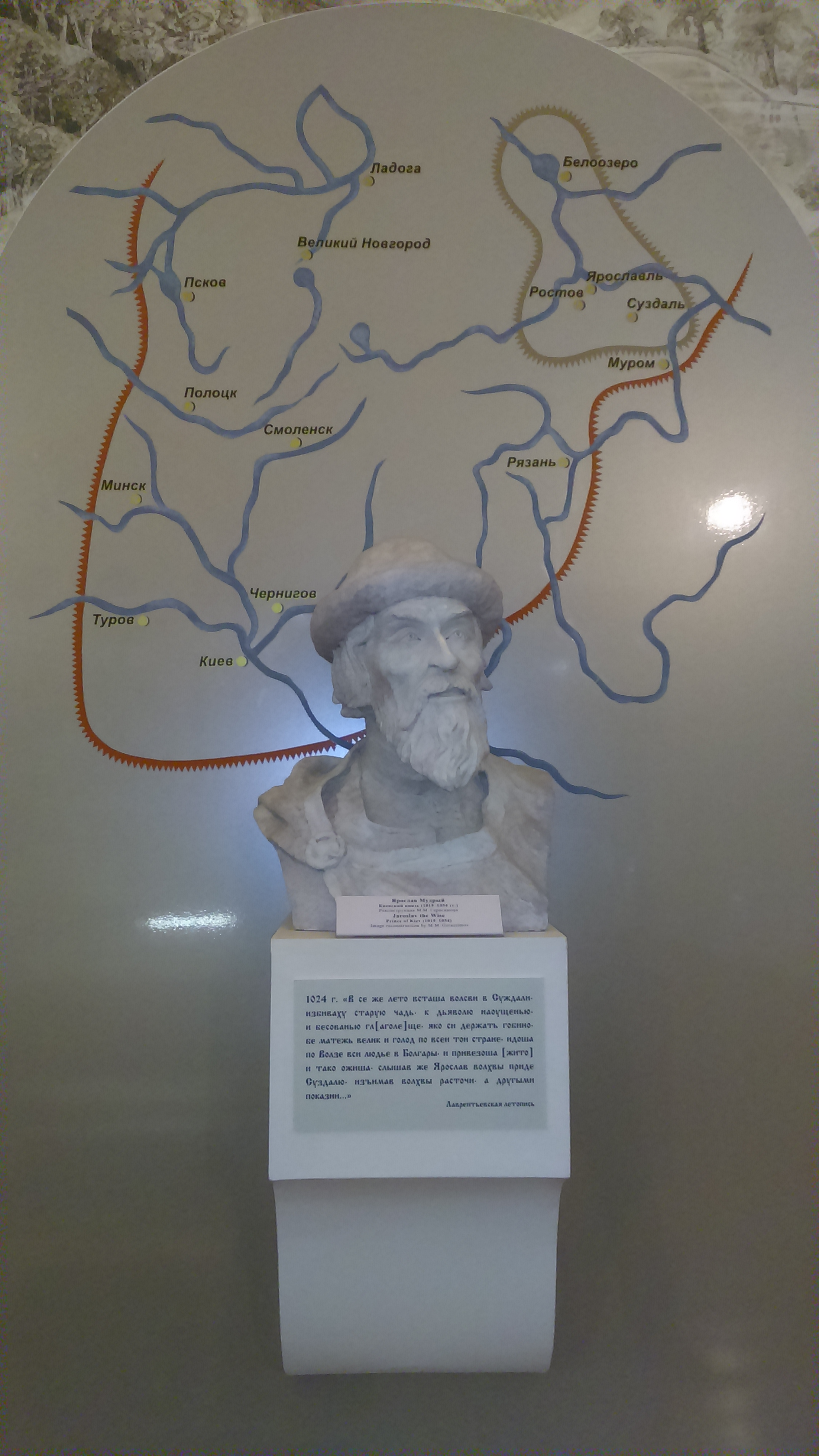
Бюст Ярослава Мудрого
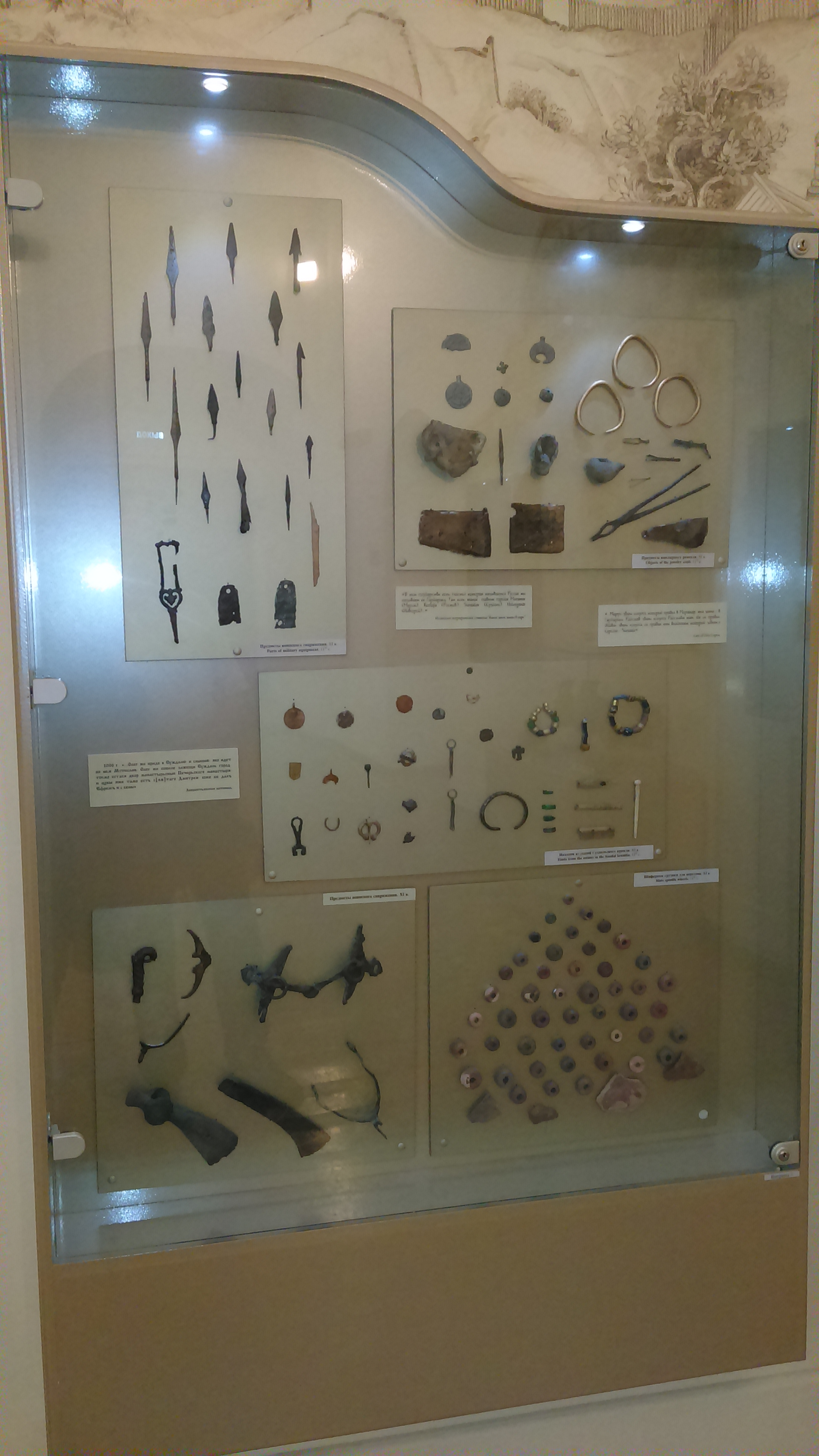
Наконечники стрел и боевые топоры
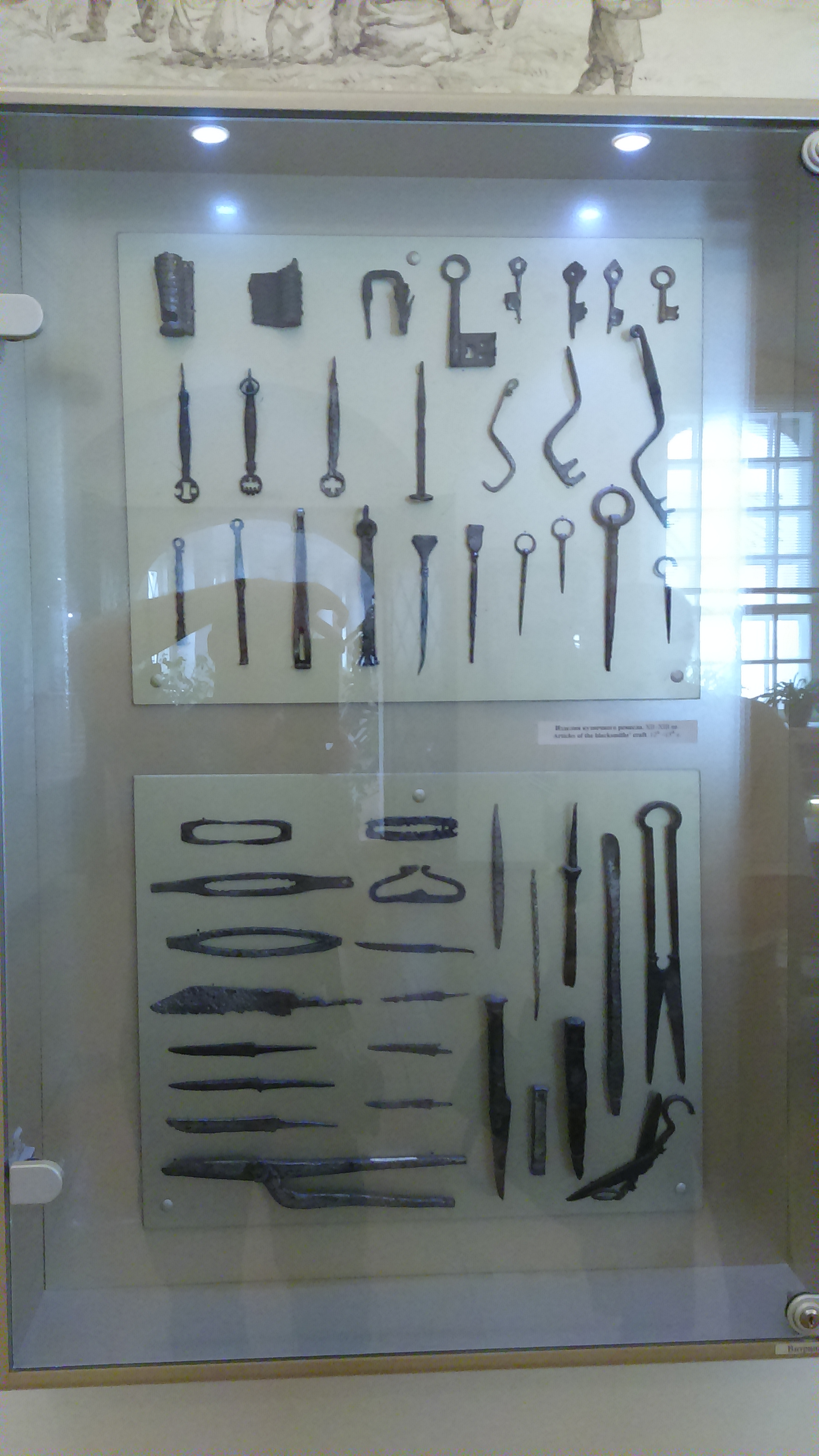
Древние ключи
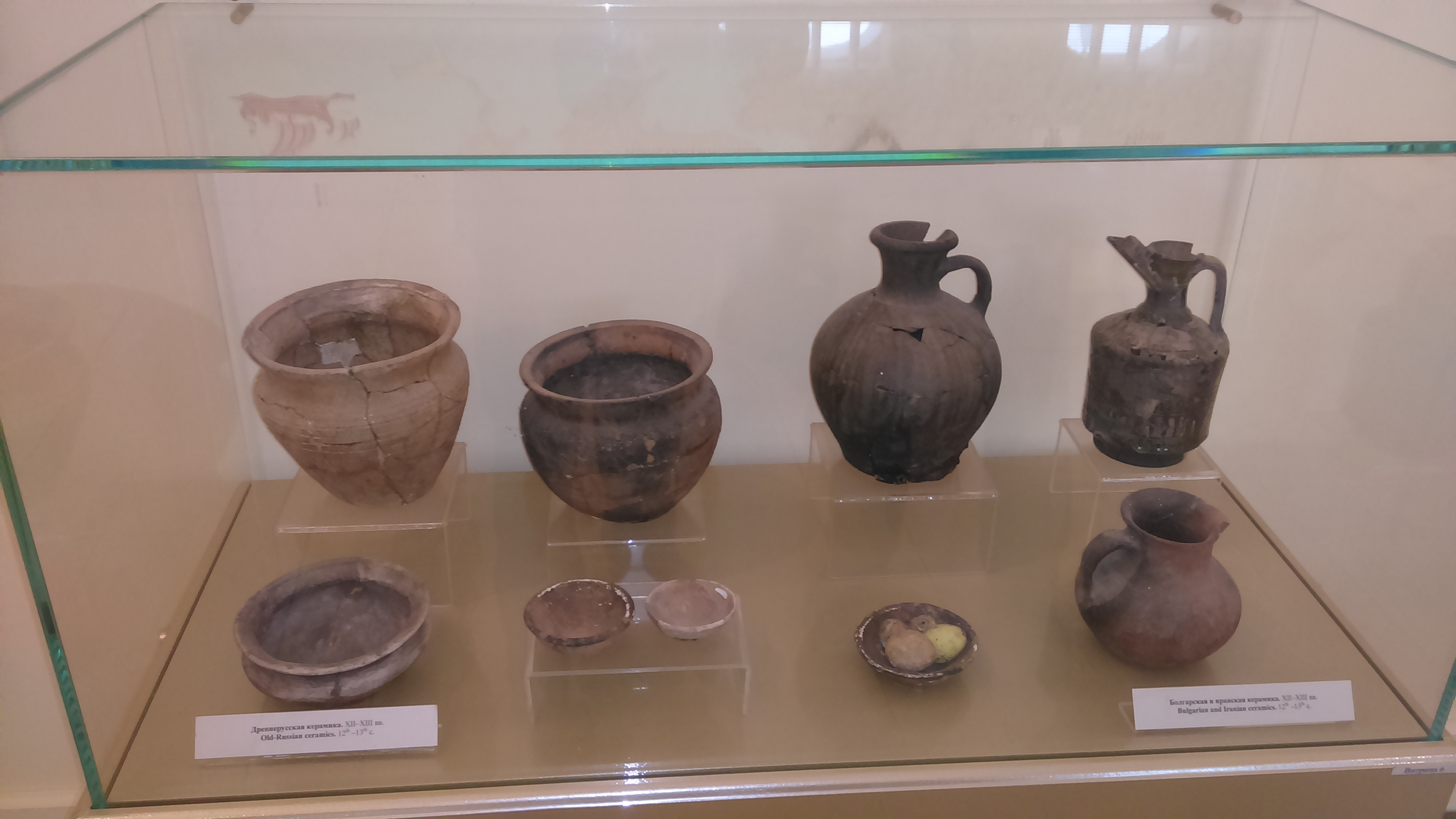
Предметы домашней утвари
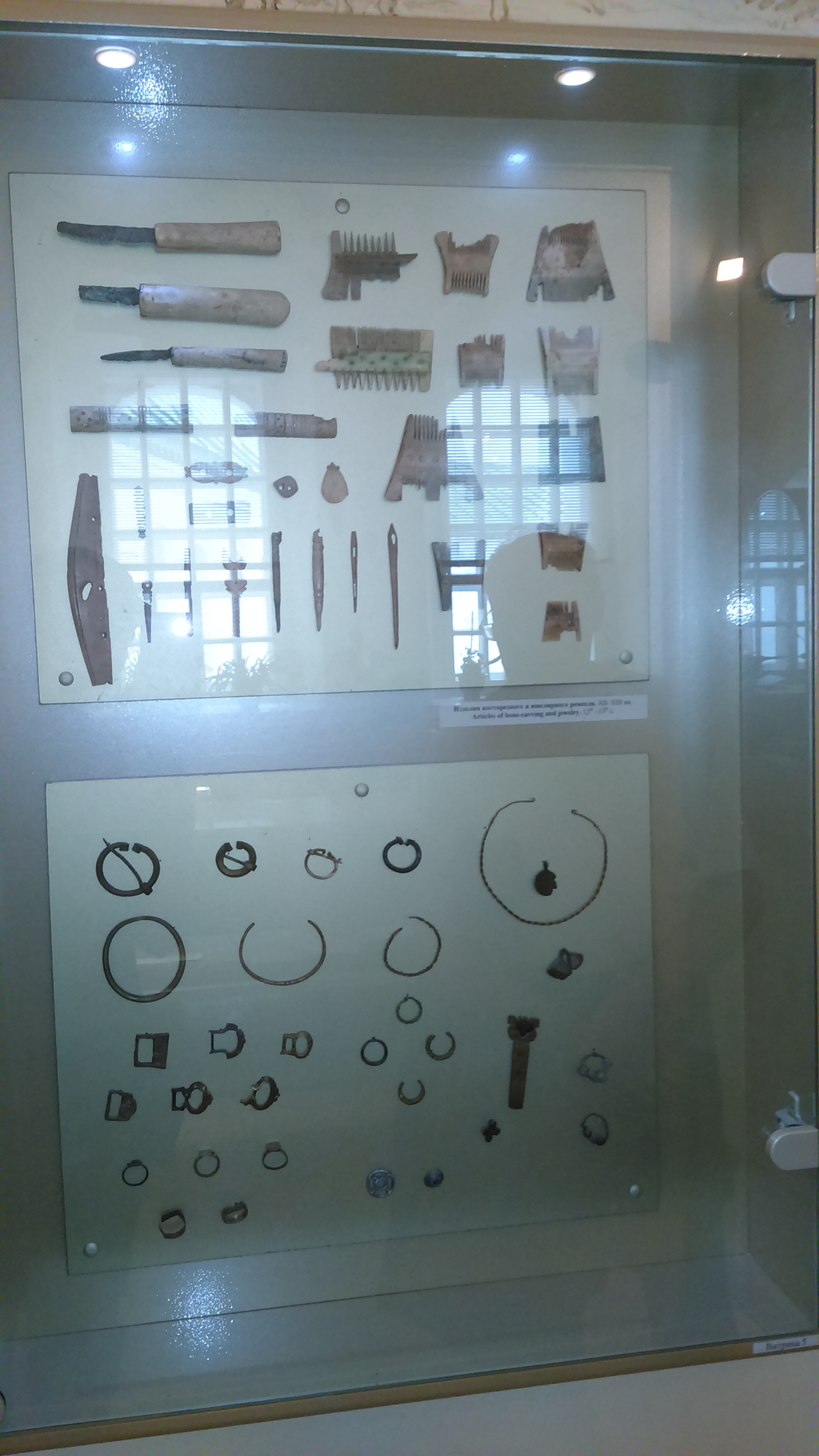
Древние ножи и гребешки
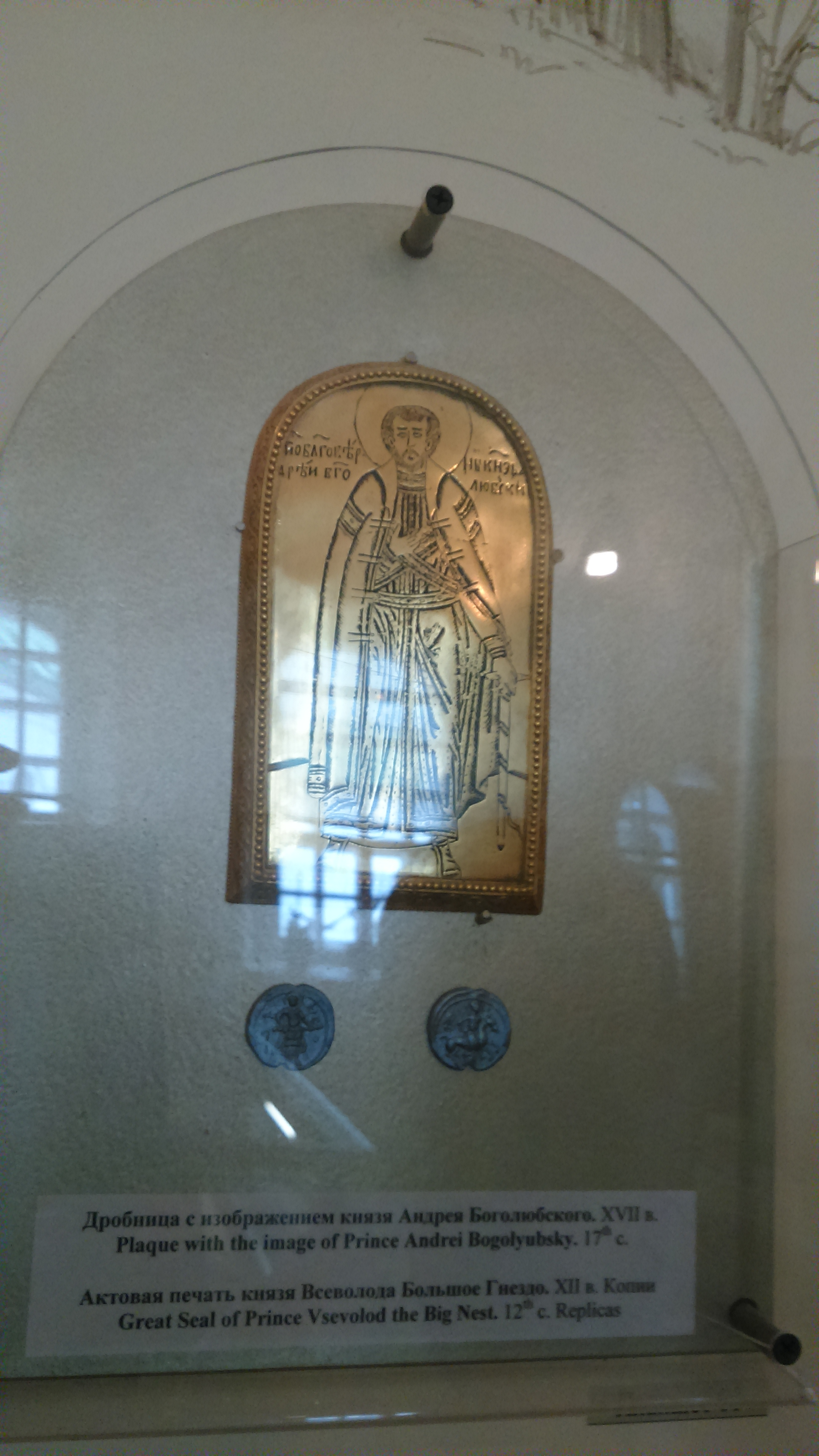
Дробница с изображением Андрея Боголюбского и печать Всеволода Большое Гнездо
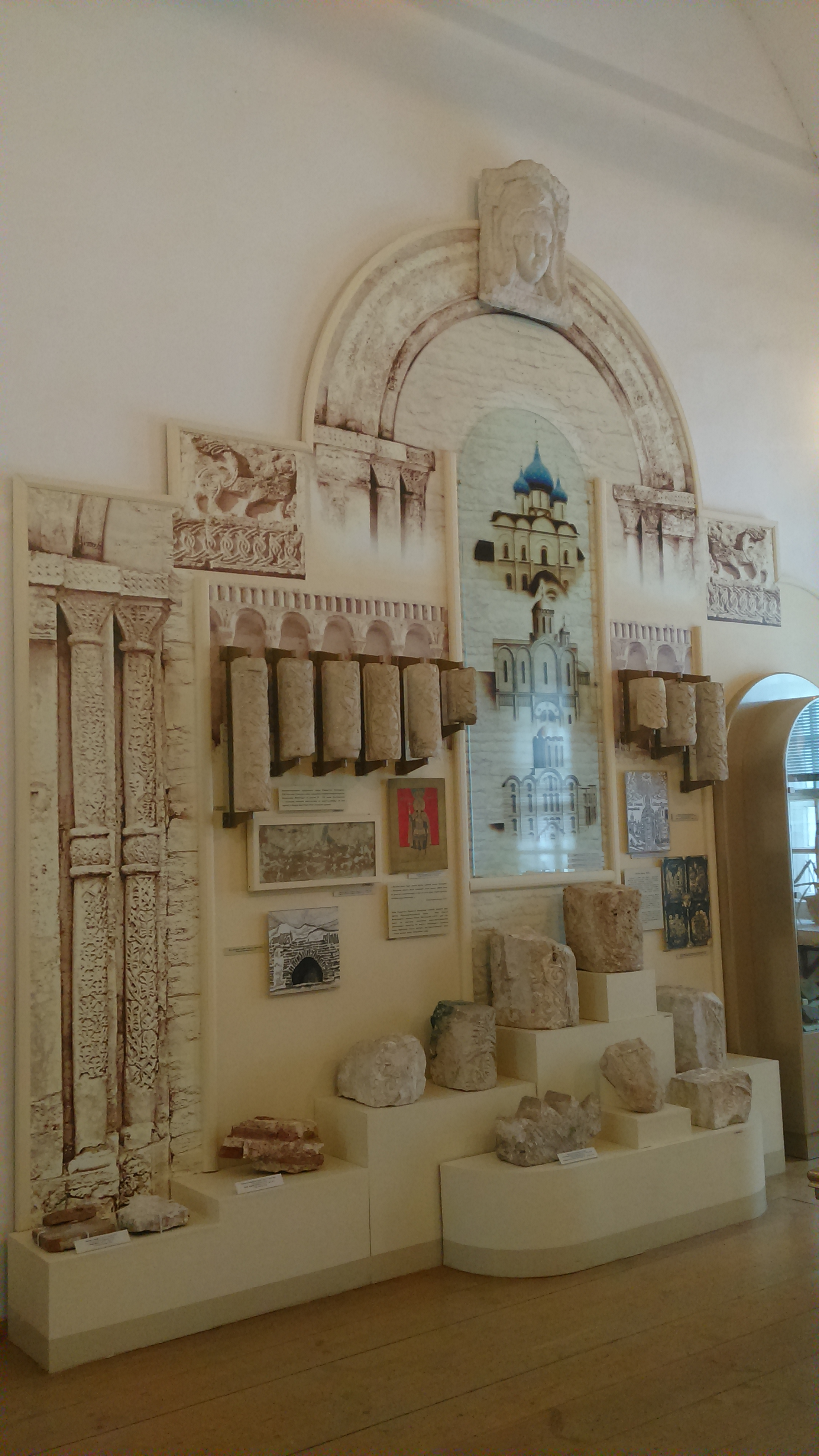
Части древних порталов и камней соборов
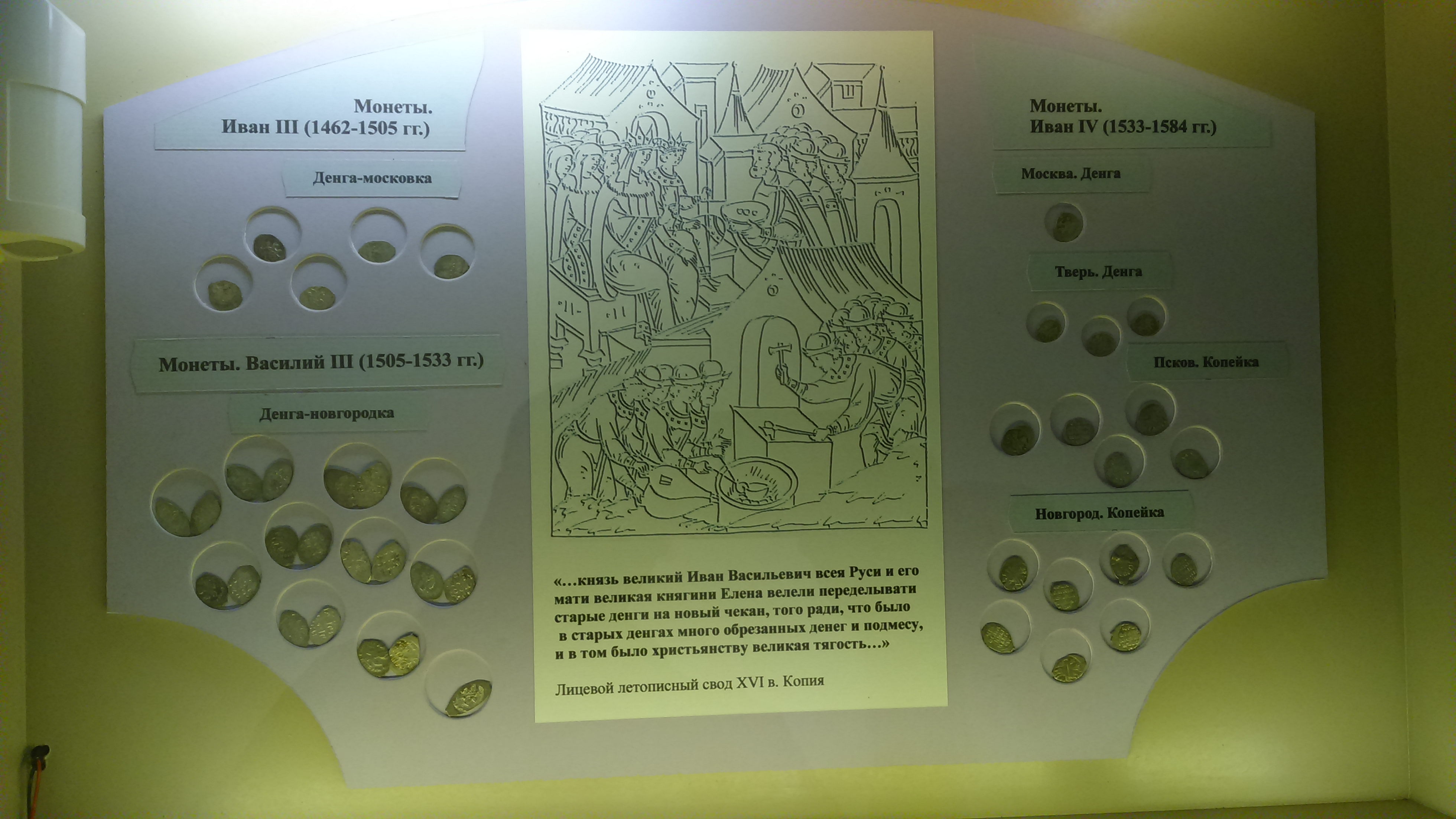
Древние монеты
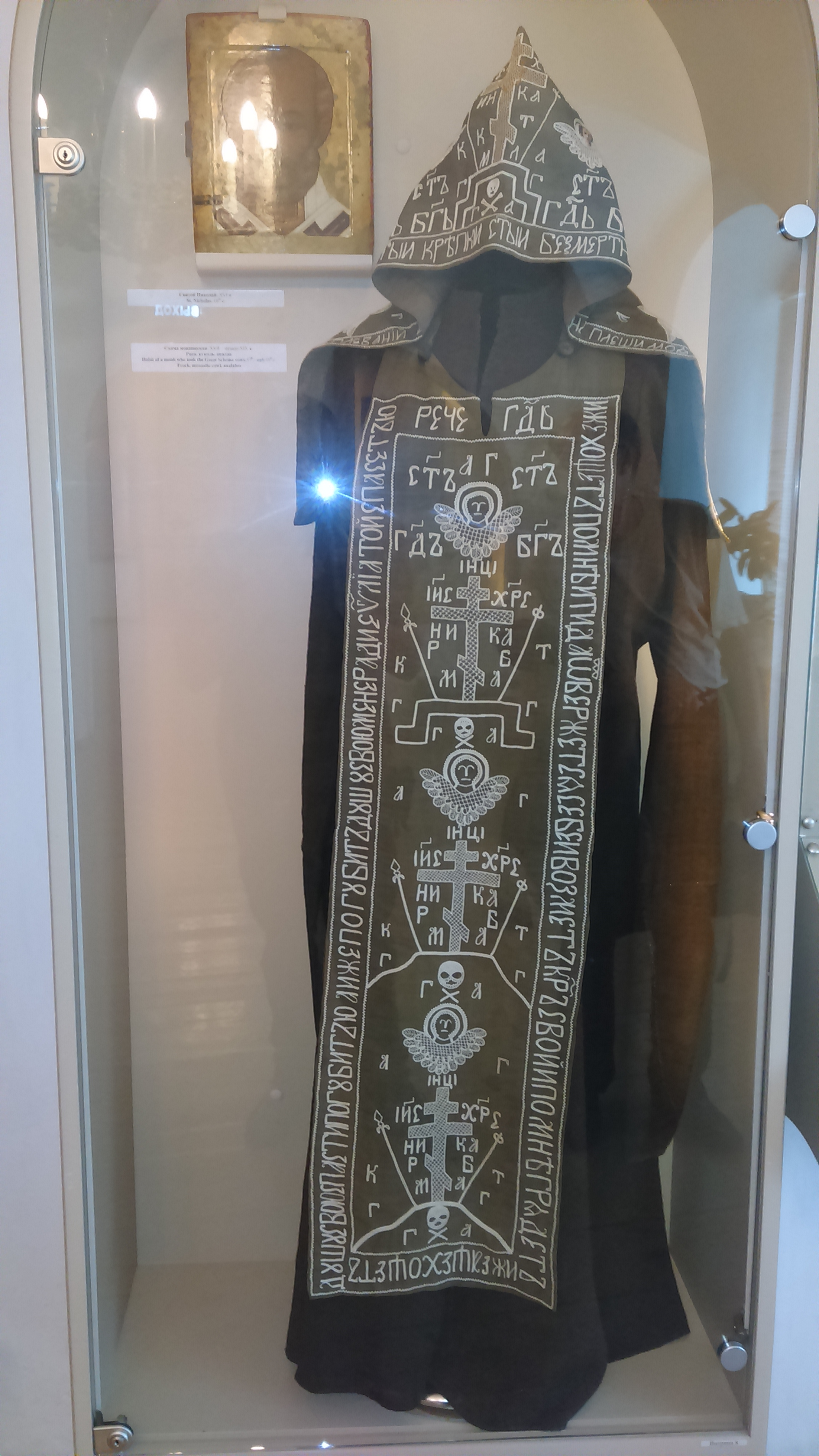
Великая схима

### Никольская церковь

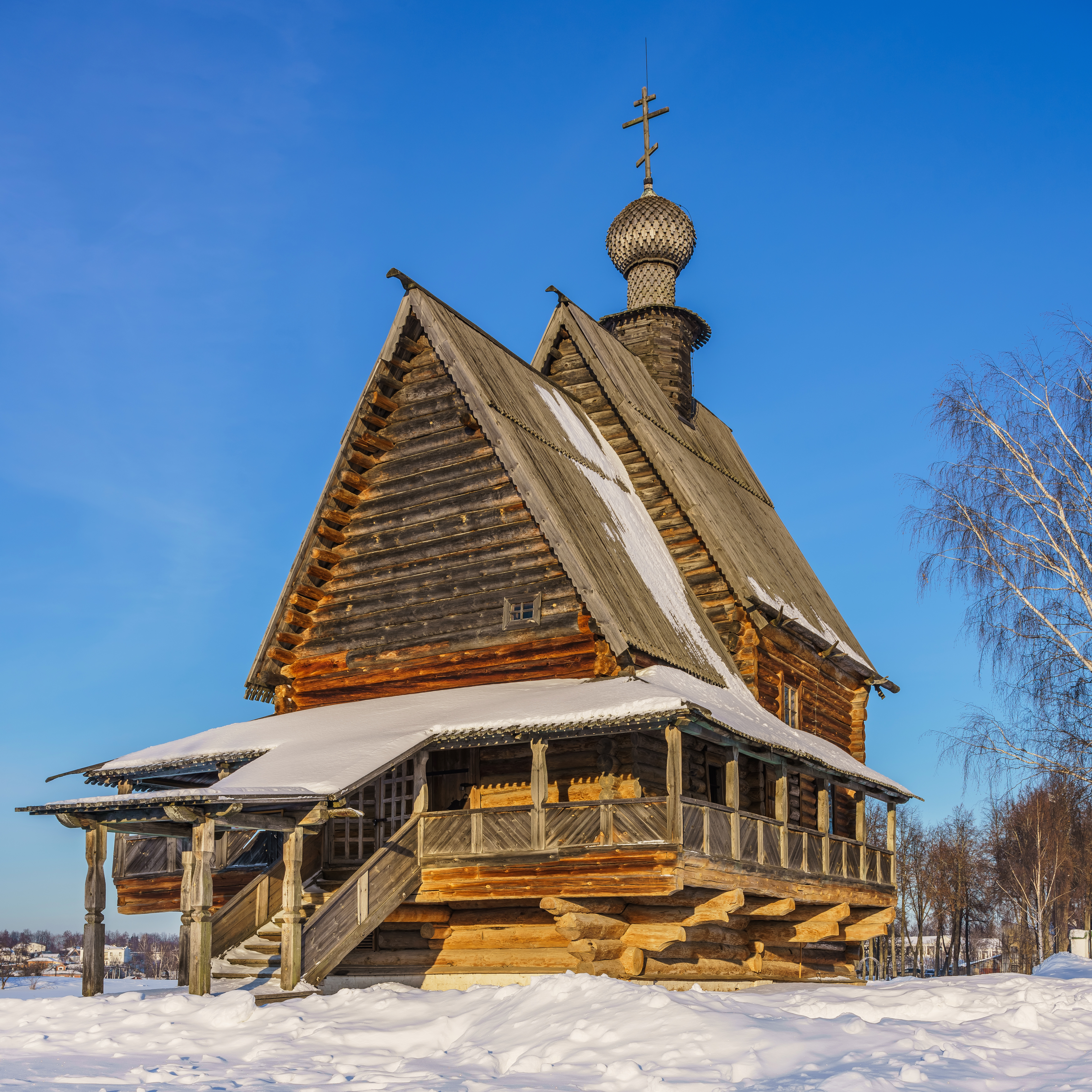
Никольская церковь

В западной части кремля находится деревянная Никольская церковь, построенная в 1766 году и перевезённая из села Глотово Юрьев-Польского района в 1960 году, на место утраченной церкви Всех святых XVII века. Церковь Николы — один из примеров простого и древнего типа деревянных конструкций, не лишённая однако соразмерности и красоты форм.